# Чукуркишлак
Чукуркишлак (узб. Chuqur Qishloq / Чуқур Қишлоқ) — посёлок городского типа, расположенный на территории Шахрисабзского района Кашкадарьинской области Республики Узбекистан.
Статус посёлка городского типа с 2009 года.